# Lebanon (Kansas)
Lebanon é uma cidade localizada no estado americano de Kansas, no Condado de Smith.

## Demografia
Segundo o censo americano de 2000, a sua população era de 303 habitantes.
Em 2006, foi estimada uma população de 272, um decréscimo de 31 (-10.2%).

## Geografia
De acordo com o United States Census Bureau tem uma área de
0,8 km², dos quais 0,8 km² cobertos por terra e 0,0 km² cobertos por água. Lebanon localiza-se a aproximadamente 562 m acima do nível do mar.
Em 1918, uma pesquisa científica estabeleceu o centro geográfico dos 48 estados contíguos dos Estados Unidos a cerca de 4,2 km a noroeste do Lebanon e um monumento foi posteriormente erguido no local. O centro geográfico de todos os 50 estados dos Estados Unidos está localizado perto de Belle Fourche, Dakota do Sul.

## Localidades na vizinhança
O diagrama seguinte representa as localidades num raio de 32 km ao redor de Lebanon.